# Person (grammatik)
Inom lingvistiken används person för att beskriva vilken roll ett givet nomen spelar i en sats, till exempel huruvida nomenet utpekar talaren, den tilltalade, det omtalade eller någon annan roll.
Vilka personer som är relevanta för ett språk kan vanligen direkt utläsas ur pronominalsystemet. I böjningsspråk tar ofta andra ordklasser olika former beroende på person hos det nomen de beskriver eller hör samman med.
I svenskan används första person, andra person och tredje person.
Första person avser vanligen talaren, andra person den tilltalade och tredje person andra aktörer i satsen. För de personliga pronomenen blir formerna:
| Numerus  | Person | Pronomen             |
| -------- | ------ | -------------------- |
| Singular | 1      | jag                  |
| Singular | 2      | du                   |
| Singular | 3      | han/hon/hen, den/det |
| Plural   | 1      | vi                   |
| Plural   | 2      | ni                   |
| Plural   | 3      | de                   |
Termen fjärde person syftar på en ospecificerad person "man", eller "någon". I traditionell svensk språklära föredrar man dock att kalla sådana ord för indefinita pronomen.

## Personliga pronomen i andra språk
Andra språk kan använda sig av fler kategorier, till exempel ett ord för "vi" i betydelsen "vi och du" och ett annat ord för "vi" i betydelsen "vi och inte du".
Somliga språk har också, förutom singularis och pluralis ett dualisnumerus, som innebär speciella tvåtalsformer. Det kan gälla både substantiv och pronomen. I Norden har vi haft dualisformer som vit och it för första respektive andra person.
Det finns också andra språk som har olika pronomen beroende på formaliteten i sammanhanget (jämför ni och du i äldre svenska). Till exempel har japanska, koreanska och javanesiska komplexa system med många olika pronomen, som tar hänsyn till rang, ålder et cetera. Man kan ifrågasätta om den typen  av uttryck ens bör räknas som pronomen utan kanske snarare som substantiv, ett svenskt exempel är att använda "undertecknad" som en formell synonym till "jag".
Vissa språk har pronomen som kallas fjärde person, femte person och så vidare. Dessa kan ha olika funktion i olika språk. I algonkinspråk i Nordamerika görs ofta en skillnad i tredje personen mellan proximat form för en viktig tredje person, och obviativ form för en mindre viktig. Denna skillnad finns även i andra språk, men de algonkinska är de mest kända.

## Verbformer
I många språk skiljs personerna åt på annat sätt än medelst olika personliga pronomen. I bland annat äldre indoeuropeiska språk, däribland äldre svenska, var de finita verbformerna olika för olika personer, vilket gjorde att man ofta kunde utelämna personliga pronomen (s.k. pronoun-dropping eller pro-drop). De olika formerna visade ändå vilken person och vilket numerus (som singular och plural) som avsågs.
Exempelvis översätts Descartes berömda latinska citat cogito, ergo sum till svenska med fem ord, som "jag tänker, alltså är jag" (d. v. s. "finns jag till"). Verbet cógito, "jag tänker", är presens indikativformen i första person singularis av verbet cogitáre (som det heter i infinitiv), "tänka". Formen kan kombineras med latinets ego, "jag"; ego cógito betyder också "jag tänker", men användes i stort sett aldrig. 
På samma sätt översätter man lättast "du tänker, alltså är du" till cógitas, ergo es; det är onödigt att säga tu cógitas eller tu es, eftersom själva verbformerna ensamma visar vilken person som avses.

### Exempel
|              |              | Tempus i indikativ |             |              |                                  |
| Numerus      | Person       | Presens            | Imperfekt   | Perfekt      | Futurum                          |
| Singular     | 1            | cógito             | cogitábam   | cogitávi     | cogitábo                         |
| Singular     | 2            | cógitas            | cogitábas   | cogitavísti  | cogitábis                        |
| Singular     | 3            | cógitat            | cogitábat   | cogitávit    | cogitábit                        |
| Plural       | 1            | cogitámus          | cogitabámus | cogitávimus  | cogitábimus                      |
| Plural       | 2            | cogitátis          | cogitabátis | cogitavístis | cogitábitis                      |
| Plural       | 3            | cógitant           | cogitábant  | cogitavérunt | cogitábunt                       |
| Översättning | Översättning | tänker             | tänkte      | har tänkt    | ska tänka eller kommer att tänka |

I latinet har de flesta verb runt trehundra olika verbändelser. En del moderna indoeuropeiska språk, exempelvis spanska, persiska, och andra språk, som finska, personböjer fortfarande verb i så hög grad att personliga pronomen ofta kan utelämnas.